# Novembre 1974

## Évènements
- Les civils sont chassés du gouvernement en Bolivie.
- 3 novembre (Rallye automobile) : arrivée du Rallye Press on Regardless.
- 5 novembre : les républicains sont plus que jamais mis en minorité au Congrès aux élections partielles.
- 13 novembre : 
  - Dans une maison d'Amityville, Ronald DeFeo Jr., 23 ans, assassine les six membres de sa famille avec un fusil 35 mm. Lors de son procès, le 22 septembre 1975, il dira avoir été possédé par une voix qui lui aurait ordonné de tuer. Il sera condamné à 125 ans de prison.
  - Yasser Arafat est reçu à l'ONU, l'OLP reçoit le statut d'observateur, et le peuple palestinien se voit reconnaître par l'assemblée générale le droit « à la souveraineté et à l'indépendance nationale »[1].
- 15 novembre[2] : élections législatives au Brésil. Le Mouvement démocratique du Brésil, parti d’opposition au gouvernement militaire, obtient 59 % des voix.
- 20 novembre : 
  - accident aérien du Vol 540 Lufthansa à Nairobi.
  - Rallye automobile : arrivée du Rallye de Grande-Bretagne.
- 21 novembre : Attentats des pubs de Birmingham
- 23 - 24 novembre : voyage de Gerald Ford en Union soviétique. Accords de Vladivostok.
- 24 novembre[3] : accords de Vladivostok entre les États-Unis et l'URSS limitant à 2400 le nombre des bombardiers nucléaires et des missiles, dont 1320 mirvés.
- 30 novembre : la République du Dahomey, présidée par Mathieu Kérékou, adopte l'idéologie marxiste-léniniste comme doctrine officielle.

## Naissances
- 3 novembre : Véronique de la Cruz, styliste française.
- 6 novembre : Hacène Mammeri, footballeur algérien.
- 8 novembre : Masashi Kishimoto dessinateur-scénariste mangaka japonais
- 9 novembre : Alessandro Del Piero, footballeur italien
- 11 novembre : Leonardo DiCaprio, acteur américain.
- 12 novembre : Olivia Côte, actrice française.
- 15 novembre : Chad Kroeger, chanteur et guitariste du groupe canadien Nickelback.
- 17 novembre : Eunice Barber, heptathlonnienne française.
- 18 novembre : Petter Solberg, pilote de rallye norvégien.
- 25 novembre : Kenneth Mitchell, acteur canadien († 24 février 2024).
- 28 novembre :
  - Rob Conway, catcheur américain.
  - José Luis Moreno, matador espagnol.
  - Apl.de.ap, chanteur américain.

## Décès
- 13 novembre : Vittorio De Sica, acteur et réalisateur italien.
- 14 novembre : Marcel Lefrancq, photographe belge
- 25 novembre : 
  - Abdelkader Amar, footballeur français.
  - Nick Drake, auteur, compositeur, interprète.